# Le Clan de la maman des cavernes
Le Clan de la maman des cavernes est un épisode de la série télévisée d'animation Les Simpson. Il s'agit du treizième épisode de la trente-cinquième saison et du 763e de la série.

## Synopsis
Marge assiste avec les enfants de l'école élémentaire de Springfield à un film en 4D sur l'Âge de Pierre, où Bart met Milhouse dans l'embarras. Lorsque Milhouse obtient des billets pour un concert de Violencia Gigante, Luann interdit à Bart de l'accompagner après l'incident. Cela déclenche une guerre entre Marge et Luann concernant leurs fils respectifs, Marge étant influencée par le film en 4D pour imaginer une version hypothétique de sa famille inspirée des cavernes, alimentant ainsi sa colère, même lorsqu'elle imagine son alter ego de femme des cavernes sauvant ses enfants d'un loup féroce.